# Paleis voor Volksvlijtbrug
De Paleis voor Volksvlijtbrug (brug nr. 248) is een vaste brug op de grens van Amsterdam-Centrum en Amsterdam Oud-Zuid.
De brug verbindt het Westeinde aan noordkant met de Stadhouderskade (de zuidkade van de Singelgracht) en Van Woustraat (de doorgaande weg). Ze overspant daarbij de Singelgracht in Amsterdam. Tramlijn 4 rijdt over deze brug.
Er lag hier al eeuwen een oeververbinding, maar die lag volgens de plattegronden van Daniël Stalpaert (ontwerptekening) en Frederik de Wit recht voor de Utrechtsestraat. De tekening van de tweede liet een gedetailleerde weergave zien van een poort met brug, de Utrechtse Poort. Gerrit de Broen bevestigde dat op zijn kaart van circa 1744 waarop de Utrechsche Poort ligt tussen de "Molen de Groen" en de "Molen de Roo Haan" aan de stadskant. Aan de overzijde van de Singelgracht ligt dan een Paarde wedt en wat verder op het Saagmolen Past (ongeveer op de plaats waar de Albert Cuypstraat nu ligt. Van 1859 tot 1864 werd op dwars tussen de Utrechtsestraat en de brug het Paleis voor Volksvlijt gebouwd, hetgeen tevens resulteerde in een westwaartse verplaatsing van de brug. De nieuwe poort met Utrechtse Barrière werd in de periode 1858 tot 1860 gebouwd naar een ontwerp van Willem Springer en Bastiaan de Greef, beiden stadsarchitecten bij de voorloper van de Publieke Werken. Zij lieten hier een ijzeren dubbele basculebrug plaatsen met twee aanbruggen. Aan de noordoostzijde van de brug werd vervolgens een galerij van Dolf van Gendt gebouwd die aansloot op de brug en het Paleis. Daartoe werden al de twee wachthuisjes van de Utrechtse Poort gesloopt. De brug hield het tot begin 20e eeuw vol. De brug werd met haar 2,6 meter brede beweegbare deel te smal. Er kwam een ijzeren liggerbrug met een breedte van 20,6 meter, de toename was deels te wijten aan de tram die hier kwam te rijden. In 1929 brandde het Paleis af, de galerij verdween in 1961 door sloop. Na flink wat gesteggel verrees hier pas in 1967/1968 het hoofdgebouw van de De Nederlandsche Bank naar een ontwerp van Marius Duintjer. Ongeveer gelijktijdig werd er gebouwd aan een nieuwe brug van nieuw materiaal en alweer verbreed. De ontwerper van de brug was Dick Slebos (ook van Publieke Werken), het was samen met zijn ontwerp voor de verderop gelegen brug 247 zijn laatste brugontwerp. Het werd een betonnen overspanning op twee betonnen pijlers, waarbij de ruimte tussen de landhoofden en de pijlers is dichtgemetseld; er is dus maar één doorvaart. Ook werken van andere bekende architecten zijn in de nabijheid van de brug te vinden. Dirk Sterenberg (Publieke Werken) kwam met de houten banken tussen betonnen staanders (noordoosten van de brug, Jo van der Mey (Publieke Werken) is terug te vinden in de peperbus uit 1911 (zuidwesten van de brug); enkele gebouwen aan het Westeinde zijn van Cornelis Outshoorn. Tussen 1989 en 1991 verscheen vervolgens de ronde toren van De Nederlandsche Bank (ook wel koffiezetautomaat) van Jelle Abma.

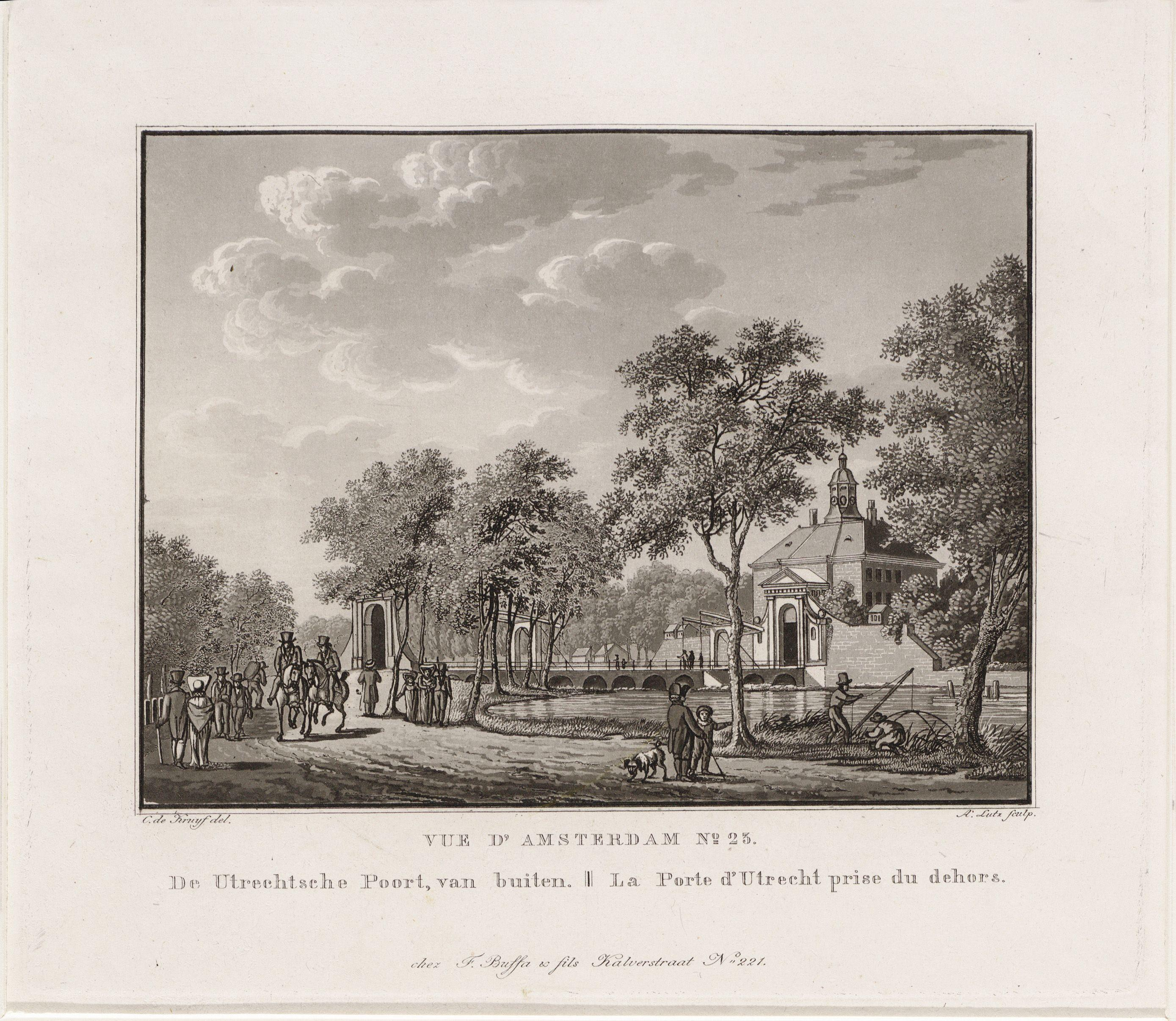
De Utrechtse Poort in circa 1825 door Cornelis de Kruyff
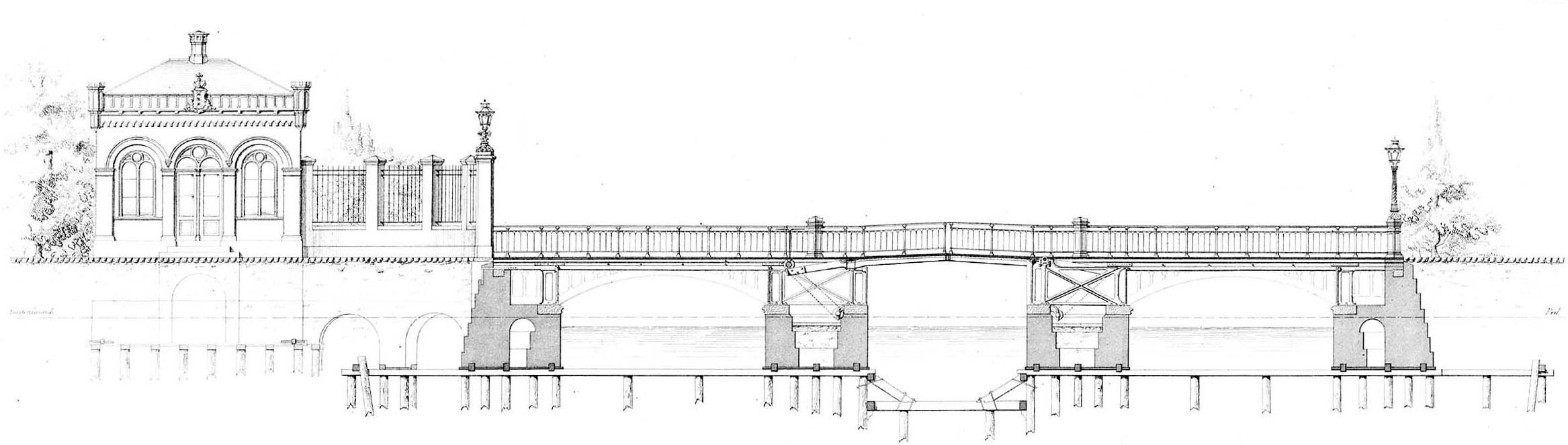
Bouwtekening van nieuwe Utrechtse Poort van Springer, De Greef
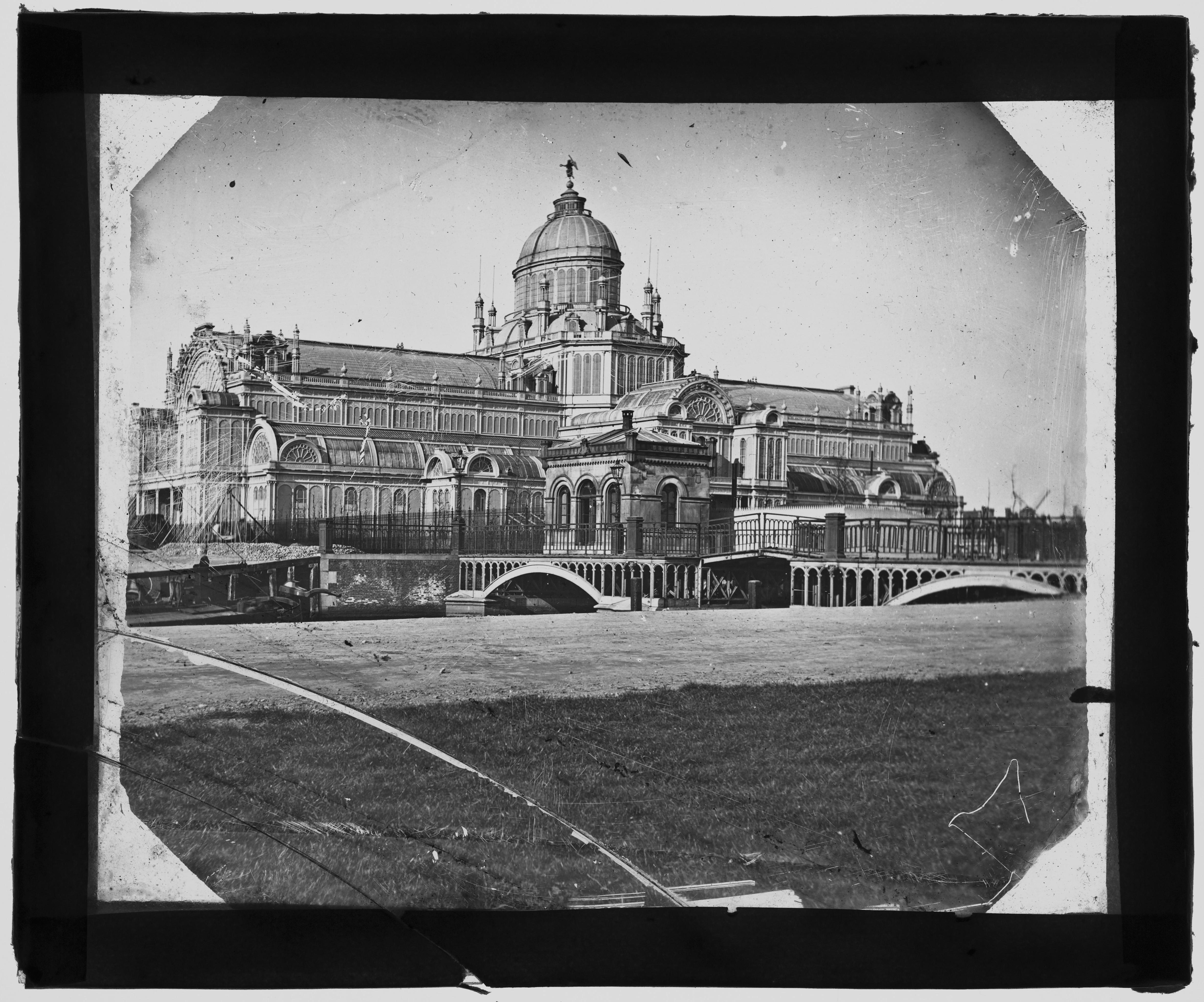
Pieter Oosterhuis fotografeerde die brug rond 1864
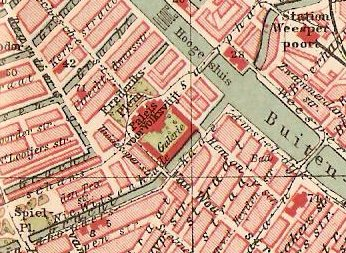
Het Paleis voor Volksvlijt was gesitueerd op de as van de Sarphatistraat op het Frederiksplein
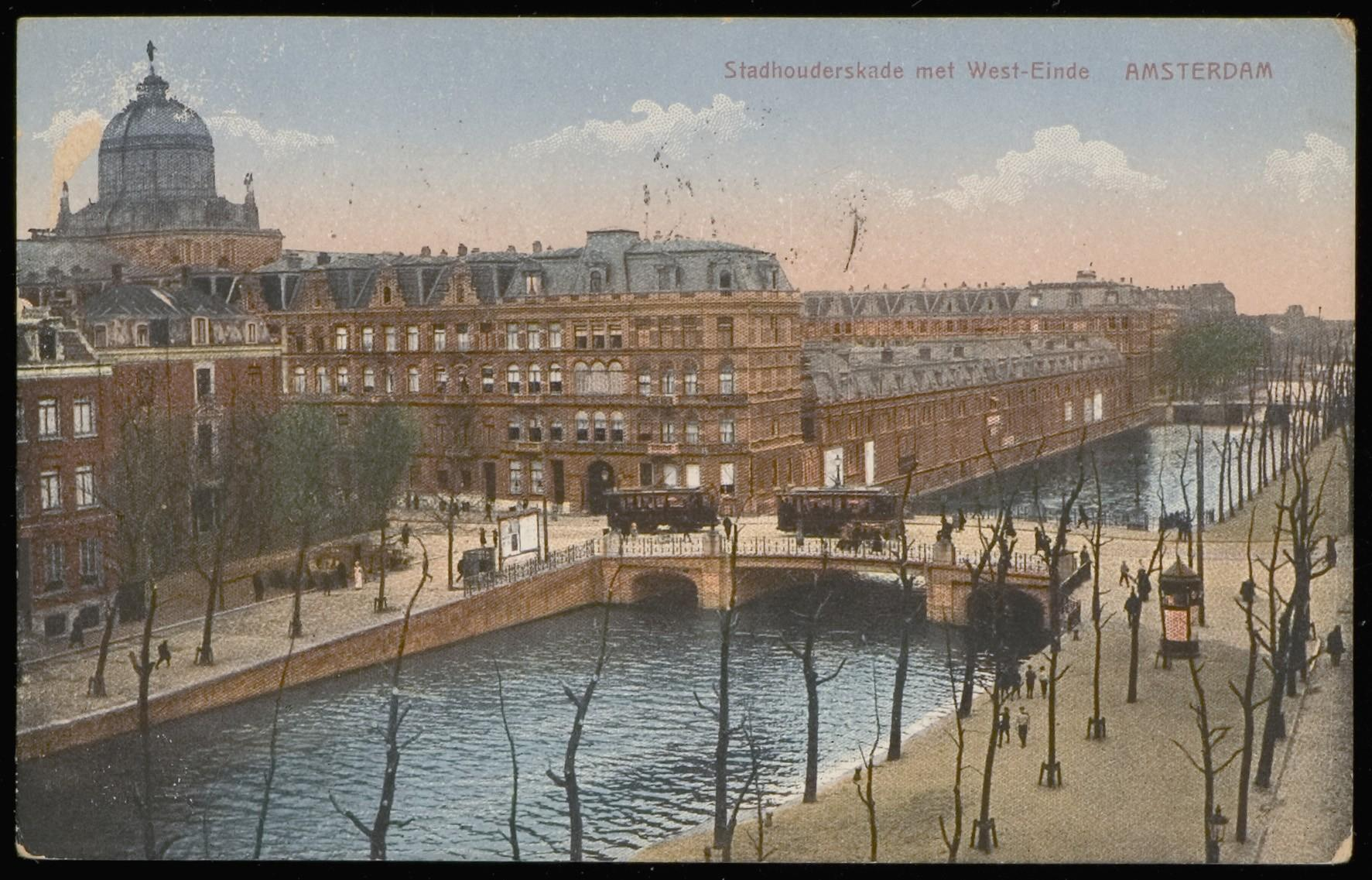
De brug in 1920, met links de hoge koepel van het voormalige Paleis van Volksvlijt
Uitzicht vanaf brug no. 248 over de platanen langs de Nicolaas Witsenkade en de Singelgracht, foto 2023

<<< · 200 · 201 · 202 · 203 · 204 · 205 · 206 · 207 · 208 · 209 ·  210 · 211 · 212 · 213 · 214 · 215 · 216 · 217 · 218 · 220 · 221 · 222 · 223 · 224 · 225 · 226 · 227 · 228 · 228P · 229 · 230 · 231 · 232 · 233 · 234 · 235 · 236 · 237 · 238 · 239 ·  240 · 241 · 242 · 243 · 244 · 245 · 246 · 247 · 248 · 249 ·  250 · 251 · 252 · 253 · 254 · 255 · 256 · 257 · 258 · 259 · 260 · 261 · 262 · 263 · 264 · 265 · 266 · 267 · 270 · 271 · 272 · 273 · 274 · 275 · 277 · 278 · 279 · 280 · 281 · 283 · 285 · 286 · 287 · 288 · 289 · 290 · 291 · 292 · 293 · 295 · 296 · 297 · 298 · 299 · >>>
Brugnummers 219, 268, 269, 276, 282, 284, 294 zijn niet (meer) in omloop.